# Llorenç Barber i Colomer
Llorenç Barber i Colomer   (Aielo de Malferit, 6 d'agost de 1948) és un compositor, músic, instrumentista, musicòleg, campanòleg i artista sonor (en els camps de la poesia fonètica i la veu difònica) valencià de renom internacional. Tot i residir a Madrid del 1972 al 2008 o 2009, actualment torna a viure al seu poble natal. Està casat amb la també artista i musicòloga d'origen mexicà, Montserrat Palacios, amb qui col·labora en diversos projectes artístics.

## Trajectòria
Fill de músics, després d'estudiar piano de xiquet, el 1973 va formar amb Josep Lluís Berenguer Actum, un grup pioner de la música experimental i electroacústica als Països Catalans.
Els seus concerts paisatgístics es nodreixen de la inclusió de tambors, sirenes, vaixells, canons i focs d'artifici, així com de músics o bandes de música distribuïdes per l'espai. És així com van sorgir Naumàquia, un «concert-combat» en la primera edició del qual van participar 19 vaixells de l'armada espanyola, o el Concert dels sentits, una sinestèsica composició espacial en què van prendre part uns 1.700 músics. Els seus diversos concerts de naumàquia són descrits per l'artista Roc Jiménez de Cisneros com a «barreges de batalla i concert naval en què es fonen de nou flaixos en el subconscient individual i col·lectiu, tradició, instint i la peculiar manera de concebre i explotar el binomi entorn-so d'aquest valencià universal».
Barber ha participat en diverses edicions del Festival de la Bouesia a la Cava, i sovint fa accions musicals al Museu d'Art Contemporani de Barcelona. L'any 2018 va rebre un homenatge a la seua trajectòria d'artista i investigador al Centre del Carme amb taules redones, concerts, intervencions sonores i exposicions. El 2024, dues exposicions retrospectives simultànies, al Centre del Carme amb el títol de «La construcció d'un nosaltres múltiple», i a l'Institut Valencià d'Art Modern titulada «Llorenç Barber. Arxiu d’escoltes», van ressituar el seu mig segle d'aportació incansable a l'art sonor.

## Obra publicada
- Músiques d'intempèrie.  Tarragona: Arola, 2009. ISBN 9788492408641.
- Barber, Llorenç; Palacios, Monserrat. La mosca tras la oreja: de la música experimental al arte sonoro en España.  Madrid: Fundación Autor, 2009. ISBN 978-84-8048-815-0.[11]